# لی بو-جین
لی بو-جین (انگلیسی: Lee Boo-jin؛ زادهٔ ۱۹۶۹) کارآفرین و سرمایه‌دار اهل کره جنوبی است.